# Arnedo

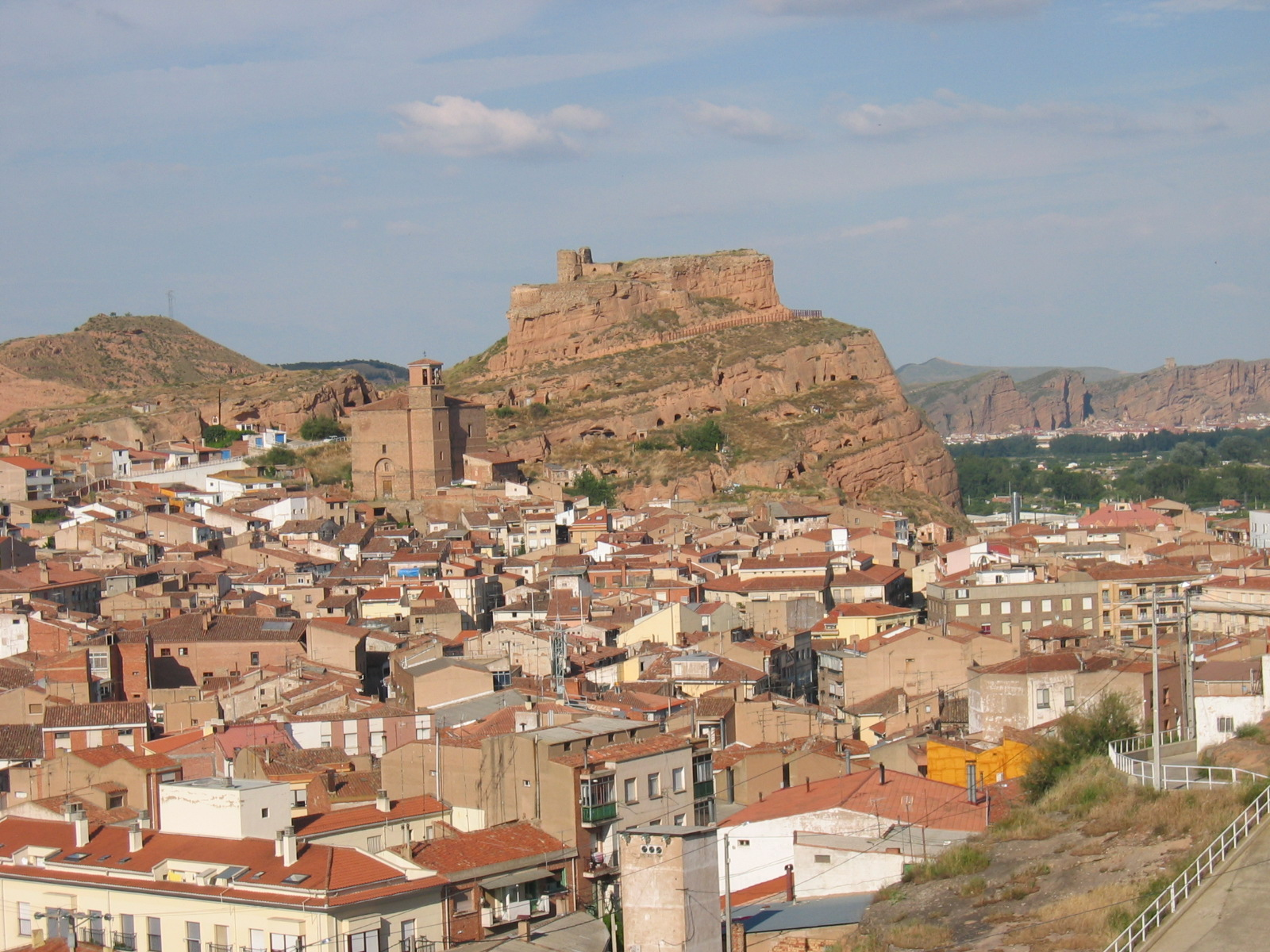
Arnedo

Arnedo este un municipiu în sudul La Rioja, în Spania. Are o populație de 14 082 locuitori și suprafață de 85,40 km².